# Aquilino Cannas
Aquilino Cannas (Cagliari, 1914 – Cagliari, 29 maggio 2005) è stato un poeta italiano.

## Biografia
Aquilino Cannas nacque a Cagliari nel 1914 nel quartiere cagliaritano di Villanova.
È stato uno dei maggiori poeti in lingua sarda nella variante campidanese e specificatamente cagliaritana. 
Da giovane intraprese la carriera militare partecipando alla guerra d'Africa e alla seconda guerra mondiale durante la quale fu fatto prigioniero.
Collaborò  a lungo, e condusse sino al 1990 la rivista di lingua e letteratura sarda S'Ischiglia.

## Opere
- Le bianche colline di Karel, 1972.
- Arreula, Cagliari, Edes 1976.
- Disterru in terra (La saga dei vinti), Introduzione di G. Lilliu, Cagliari, Ivo Melis  Editore, 1994
- Mascaras casteddaias, Cagliari, AIPSA edizioni, 1999.

| Controllo di autorità | VIAF (EN) 8167760331813572679 · SBN CAGV015124 |